# 航空巡洋艦
航空巡洋舰（英語：Aircraft cruiser）又称“载机巡洋舰”，是巡洋舰與航空母艦的結合。顾名思义，其主要特征是在战舰的前方设有类似巡洋舰般的大量火炮和导弹发射架，另在舰尾置有闊大的飛行甲板以停泊各类舰载飞机（主要是直升机和垂直起降固定翼战机）。最典型的航空巡洋舰包括苏联在冷战期间建造的基辅级航空母舰。

## 历史
1913年沙俄海军把两艘货轮改装成航空巡洋舰是它的开端。1930年代美国海军提出过航空甲板巡洋舰方案，它是“前半布鲁克林级轻巡洋舰和后半胡蜂型航母的混合”。苏联人也在36-37年考虑过美国公司提出的航空巡洋舰（排水量达三万吨，也许称为航空战列舰更合适）方案。有時候航空巡洋艦會被歸類為直升機航空母艦甚至航空母艦，其中尤以蘇聯的航空母艦一律自稱航空巡洋艦，目的是要順利通過由土耳其控制的達達尼爾海峽和博斯普魯斯海峽以便由在黑海沿岸的造船廠經地中海到大西洋。目前世界上已無現役的航空巡洋艦。

## 型号

### 二戰結束前
- 英國暴怒號航空母艦（前期剛從戰鬥巡洋艦改裝時前部仍保有大量炮塔）
- 瑞典哥特蘭級航空巡洋艦（英语：HSwMS Gotland (1933)）
- 日本最上號重巡洋艦（1943年改裝成航空巡洋艦）
- 日本大淀號輕巡洋艦
- 日本利根級重巡洋艦

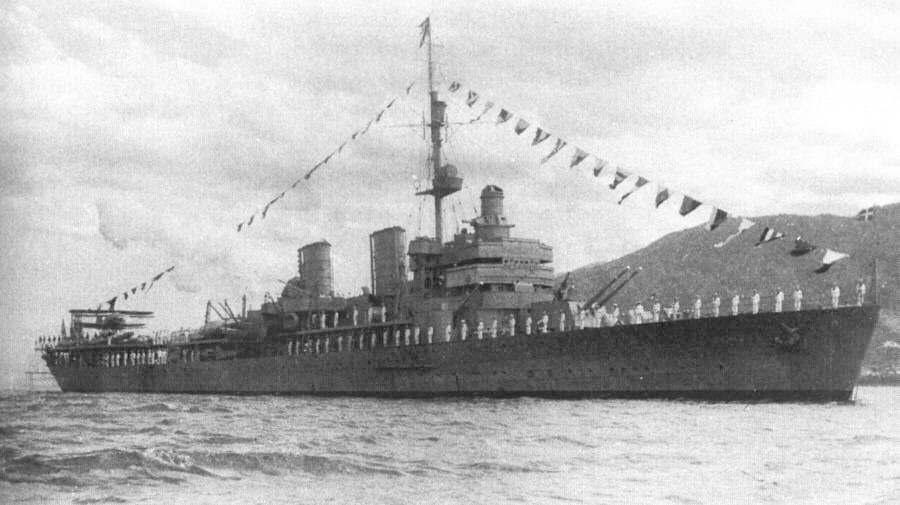
瑞典哥特蘭級航空巡洋艦是最早的典型航空巡洋艦
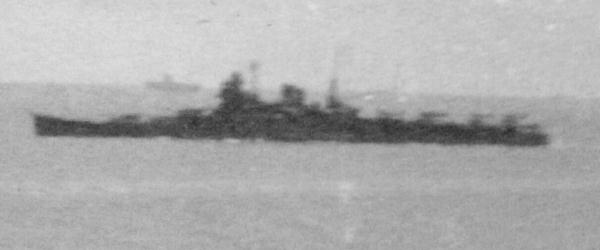
日本最上號航空巡洋艦
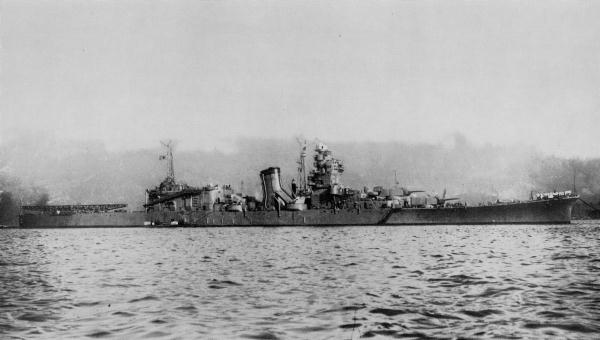
日本大淀號輕巡洋艦

### 二戰結束後
- 法國聖女貞德號航空巡洋艦
- 義大利安德烈埃·多里亞級直昇機巡洋艦（英语：Andrea Doria-class cruiser）
- 義大利維托里奧·威內托直昇機巡洋艦（英语：Italian cruiser Vittorio Veneto (550)）
- 蘇聯莫斯科級直升機航空母艦
- 蘇聯基輔級航空母艦（現役最後一艘戈爾什科夫蘇聯海軍元帥號在移交印度後，經改裝去除了艦首武裝併改名為超日王號航空母艦，已變成純粹的航空母艦，而非原本的航空巡洋艦。）

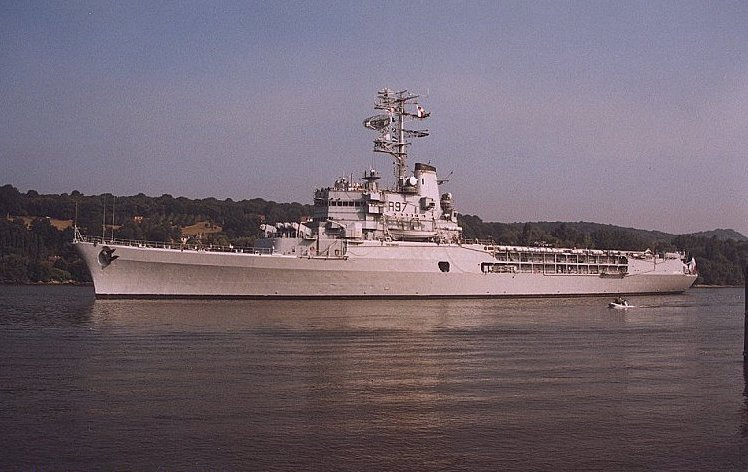
法國航空巡洋艦聖女貞德號
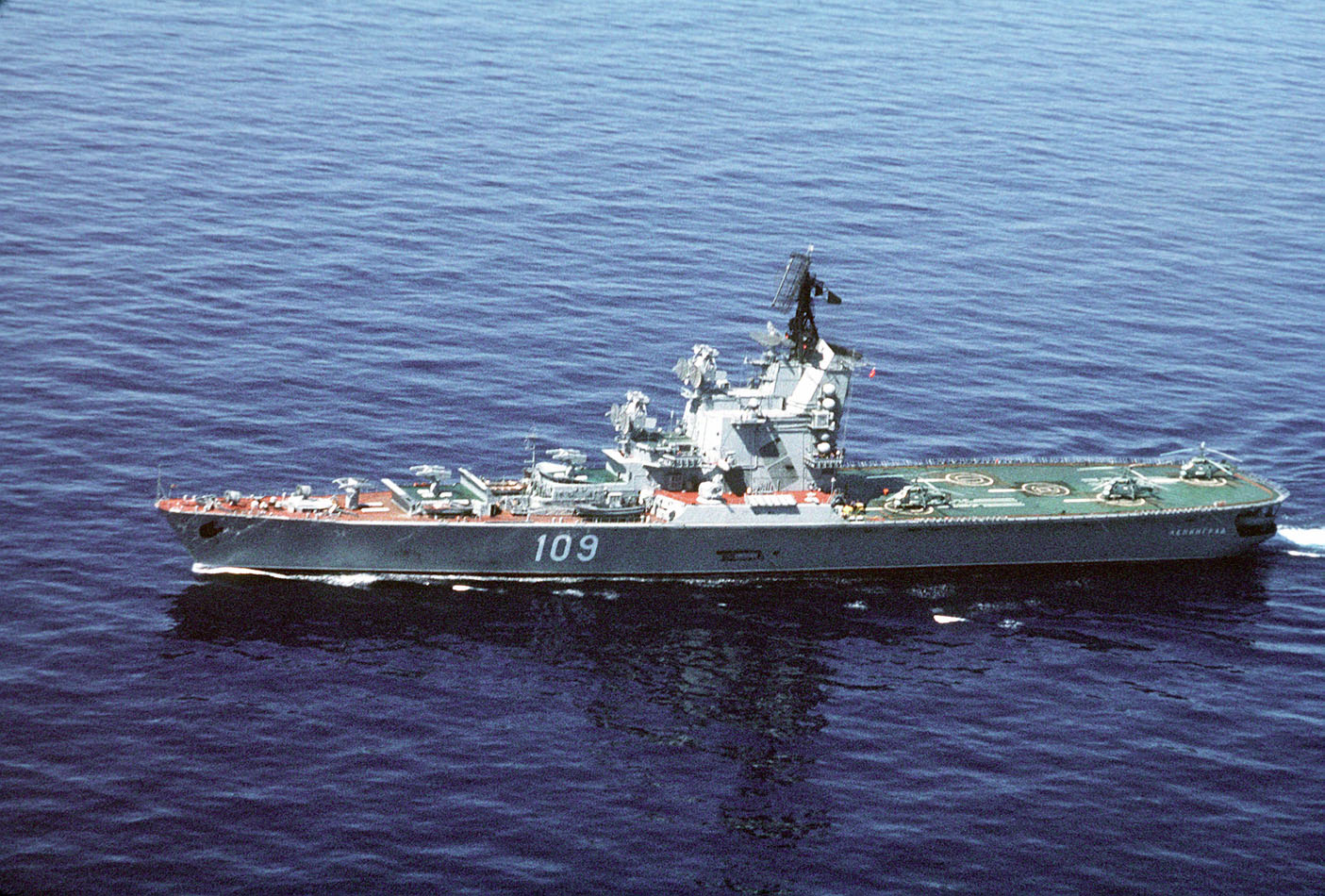
蘇聯莫斯科級直升機航空母艦

## 航空驅逐艦
大型驅逐艦若搭載的艦載機數達3架以上，即可視為航空驅逐艦。目前可視為航空驅逐艦有日本海上自衛隊的白根級護衛艦和榛名級護衛艦，不過其搭載的直升機皆為反潛用，不適合作戰攻擊。1980年代海自提出过搭载10架海鹞及预警反潜直升机的15000-20000吨的轻型航母计划，企划书中称为“载机驱逐舰（DDV）”

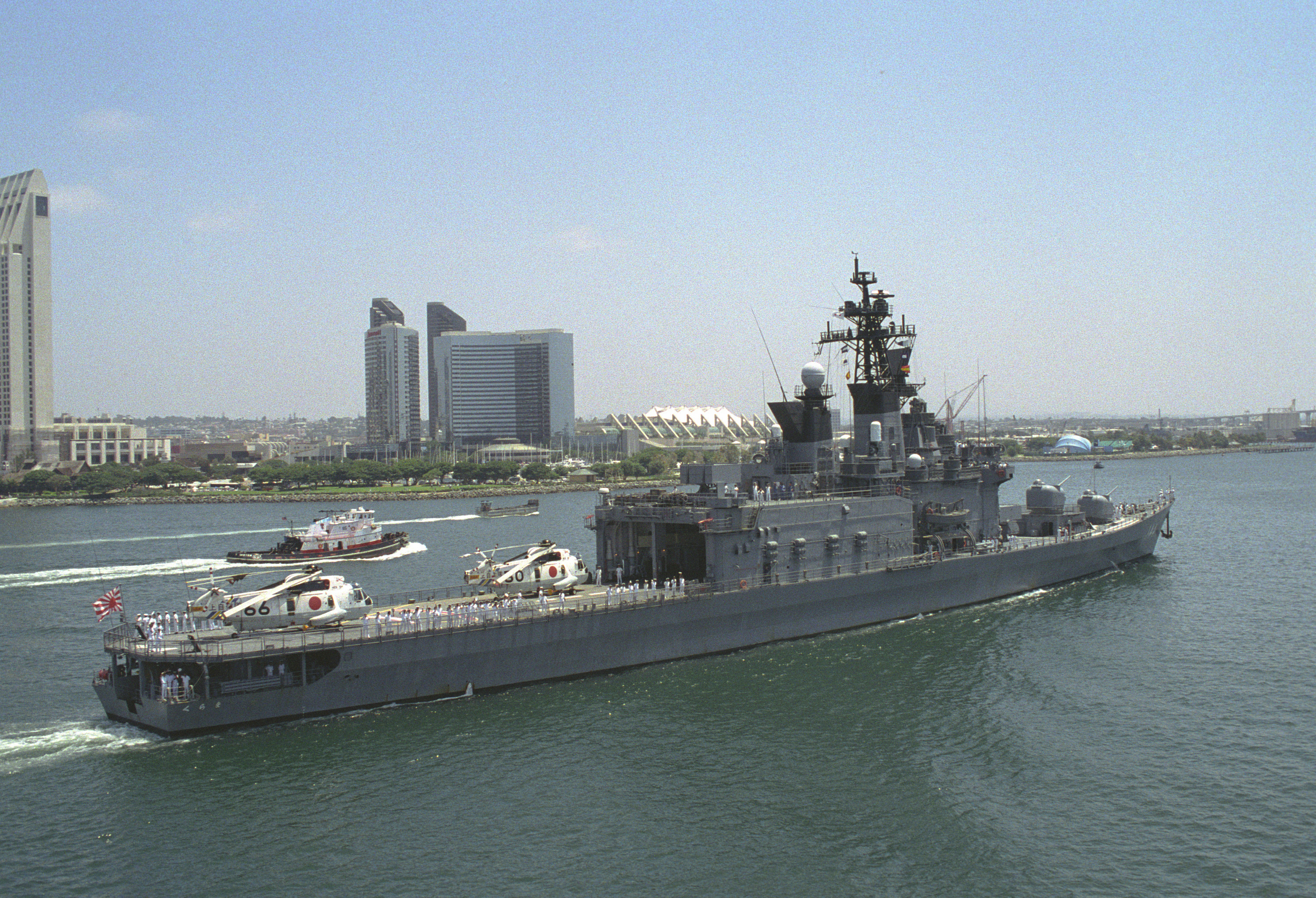
日本白根級護衛艦後方機艙
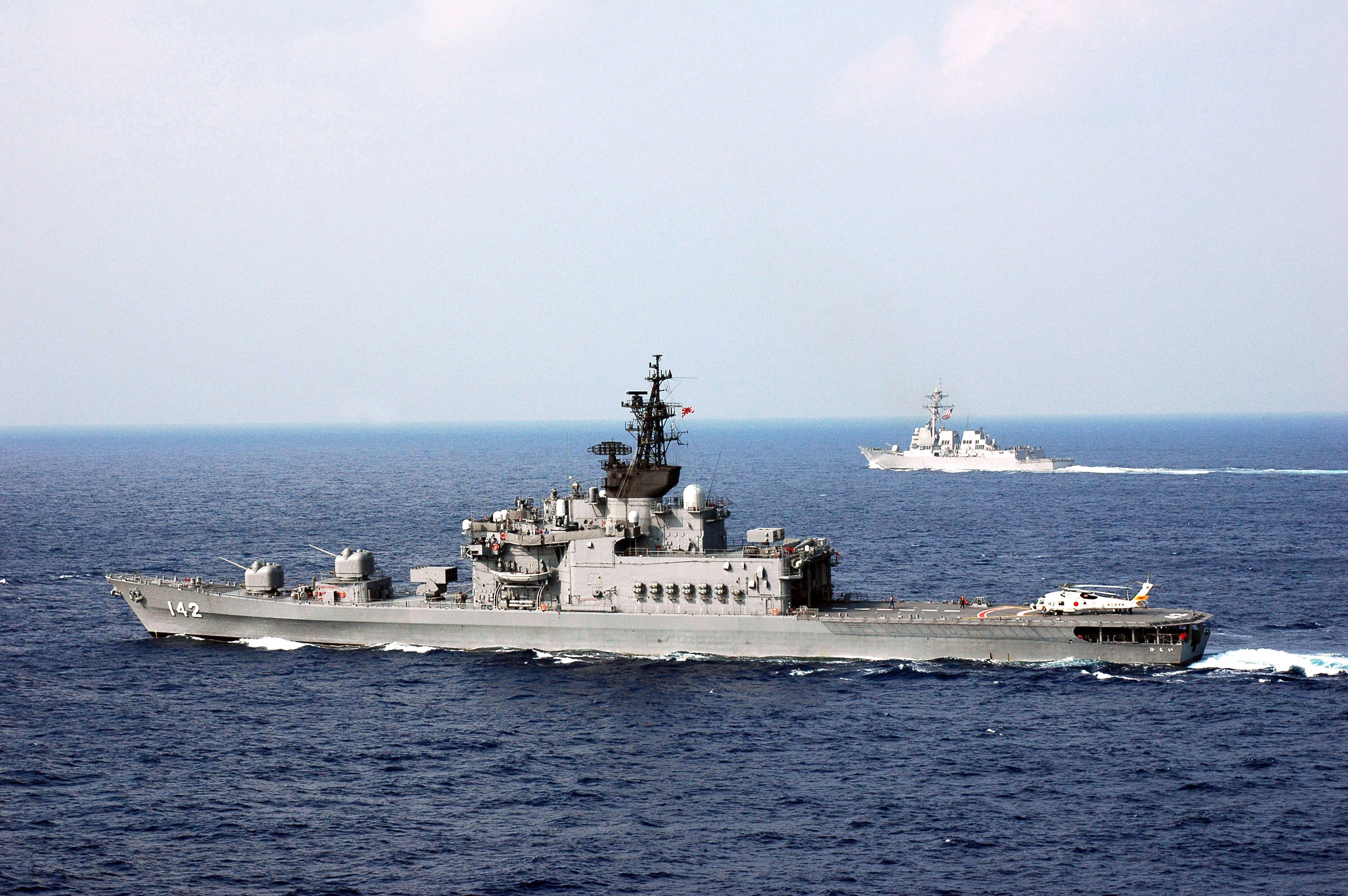
日本榛名級護衛艦飛行甲板